# Obninsk
Obninsk (em russo, Обнинск) é uma cidade russa pertencente ao oblast de Kaluga. Está situada às margens do rio Protva, estando a 100 km a sudoeste de Moscou. No censo populacional de 2010 possuía aproximadamente 104.000 habitantes.
Na área econômica tem como destaque ser um cidade desenvolvida industrialmente, com empresas de tecnologia e automobilísticas. Obninsk foi o local da primeira usina nuclear do mundo, inaugurada em 1954.

## Esporte
A cidade de Obninsk é a sede do Estádio Trud e do FC Obninsk, que participa do Campeonato Russo de Futebol. 